# Druskieniki (Białoruś)
Druskieniki (biał. Друскенікі; ros. Друскеники) – wieś na Białorusi, w obwodzie grodzieńskim, w rejonie werenowskim, w sielsowiecie Bolciszki, nad Dzitwą.
W dwudziestoleciu międzywojennym dwie wsie: Druskieniki Stare i Druskieniki Nowe. Leżały one w Polsce, w województwie nowogródzkim, w powiecie lidzkim, w gminie Raduń.